# Tabina
Tabina is een gemeente in de Filipijnse provincie Zamboanga del Sur op het eiland Mindanao. Bij de laatste census in 2007 had de gemeente bijna 24 duizend inwoners.

## Geografie

### Bestuurlijke indeling
Tabina is onderverdeeld in de volgende 15 barangays:
| - Abong-abong - Baganian - Baya-baya - Capisan - Concepcion - Culabay - Doña Josefina - Lumbia | - Mabuhay - Malim - Manikaan - New Oroquieta - Poblacion - San Francisco - Tultolan |

## Demografie
Tabina had bij de census van 2007 een inwoneraantal van 23.798 mensen. Dit zijn 1.916 mensen (8,8%) meer dan bij de vorige census van 2000. De gemiddelde jaarlijkse groei komt daarmee uit op 1,16%, hetgeen lager is dan het landelijk jaarlijks gemiddelde over deze periode (2,04%). Vergeleken met de census van 1995 is het aantal mensen met 3.588 (17,8%) toegenomen.

De bevolkingsdichtheid van Tabina was ten tijde van de laatste census, met 23.798 inwoners op 86,9 km², 273,9 mensen per km².